# Gouverneur du Mato Grosso do Sul
 (décembre 2022).
La mise en forme du texte ne suit pas les recommandations de Wikipédia : il faut le « wikifier ».
Les points d'amélioration suivants sont les cas les plus fréquents. Le détail des points à revoir est peut-être précisé sur la page de discussion.
- Les titres sont pré-formatés par le logiciel. Ils ne sont ni en capitales, ni en gras.
- Le texte ne doit pas être écrit en capitales (les noms de famille non plus), ni en gras, ni en italique, ni en « petit »…
- Le gras n'est utilisé que pour surligner le titre de l'article dans l'introduction, une seule fois.
- L'italique est rarement utilisé : mots en langue étrangère, titres d'œuvres, noms de bateaux, etc.
- Les citations ne sont pas en italique mais en corps de texte normal. Elles sont entourées par des guillemets français : « et ».
- Les listes à puces sont à éviter, des paragraphes rédigés étant largement préférés. Les tableaux sont à réserver à la présentation de données structurées (résultats, etc.).
- Les appels de note de bas de page (petits chiffres en exposant, introduits par l'outil «  Source ») sont à placer entre la fin de phrase et le point final[comme ça].
- Les liens internes (vers d'autres articles de Wikipédia) sont à choisir avec parcimonie. Créez des liens vers des articles approfondissant le sujet. Les termes génériques sans rapport avec le sujet sont à éviter, ainsi que les répétitions de liens vers un même terme.
- Les liens externes sont à placer uniquement dans une section « Liens externes », à la fin de l'article. Ces liens sont à choisir avec parcimonie suivant les règles définies. Si un lien sert de source à l'article, son insertion dans le texte est à faire par les notes de bas de page.
- La présentation des références doit suivre les conventions bibliographiques. Il est recommandé d'utiliser les modèles {{Ouvrage}}, {{Chapitre}}, {{Article}}, {{Lien web}} et/ou {{Bibliographie}}. Le mode d'édition visuel peut mettre en forme automatiquement les références.
- Insérer une infobox (cadre d'informations à droite) n'est pas obligatoire pour parachever la mise en page.

Pour une aide détaillée, merci de consulter Aide:Wikification.
Si vous pensez que ces points ont été résolus, vous pouvez retirer ce bandeau et améliorer la mise en forme d'un autre article.
Le gouverneur du Mato Grosso do Sul (portugais : Governador do Mato Grosso do Sul) est le chef du gouvernement de l'État brésilien du Mato Grosso do Sul. 
Il s'agit d'un poste public choisi au moyen du système électoral majoritaire à deux tours. Si un candidat obtient plus de 50 % du total des voix au premier tour, il est élu sans qu'il soit nécessaire de procéder à un second tour. Mais si aucun candidat n'obtient la majorité absolue, un second tour de scrutin aurait lieu, auquel seuls les deux candidats ayant obtenu le plus de voix au premier tour participeraient. Le vainqueur du second tour serait élu gouverneur. La législature dure 4 ans et le gouverneur a le droit d'être réélu, sans limite de mandats.
L'État a été créé par la loi complémentaire n° 31, sanctionnée le 11 octobre 1977. L'actuel gouverneur du Mato Grosso do Sul est Eduardo Riedel, élu le 30 octobre 2022 et assermenté le 1er janvier 2023.
Les couleurs indiquent comment chaque gouverneur a été élu, avec des gouverneurs directement élus, des gouverneurs qui sont arrivés au gouvernement par succession (par exemple, lorsqu'un vice-gouverneur assume le poste de gouverneur, ou lorsqu'un président de l'Assemblée législative assume le gouvernement s'il n'y a pas de lieutenant-gouverneur), et des gouverneurs élus au suffrage indirect ou assermentés par des mouvements révolutionnaires, y compris ceux qui ont pris la relève en tant que substituts légaux non directement élus.

## Gouvernement
Le siège du gouvernement est le gouvernorat du Mato Grosso do Sul, est situé à Parque dos Poderes, dans la capitale Sulmatogrossense, Campo Grande. Le bâtiment est également occupé par le siège du secrétaire d'État au gouvernement et à la gestion stratégique et le sous-secrétariat à la communication,.
Conçue par l'architecte Élvio Garabini, qui a également conçu une grande partie des bâtiments du parc, la construction a été inaugurée en 1983, avec l'ensemble du complexe d'organes publics.
Lors de l'ouverture du complexe, le Gouvernement était provisoirement installé dans ce bâtiment, censé n'abriter qu'un seul secrétariat. La construction d'un palais gouvernemental avait été projetée, mais l'idée a été avortée par le gouverneur Pedro Pedrossian. Ainsi, le Gouvernorat fut définitivement fixé au même siège où il se trouvait et qu'il occupe à ce jour. Dans la décennie de 2000, l'option d'exécuter la construction du palais a été évaluée, mais l'idée a de nouveau été écartée.
Le gouverneur n'a pas de résidence officielle.

## Anciens gouverneurs vivants
- Marcelo Miranda Soares, 2e et 6e gouverneur, né en 1938
- José Orcírio Miranda dos Santos (pt), 9e gouverneur, né en 1950
- André Puccinelli, 10e gouverneur, né en 1948
- Reinaldo Azambuja, 11e gouverneur, né en 1963